# Sina Candrian
Sina Candrian (Flims, 21 november 1988) is een Zwitserse snowboardster. Ze vertegenwoordigde haar vaderland op de Olympische Winterspelen 2014 in Sotsji.

## Carrière
Bij haar wereldbekerdebuut, in oktober 2005 in Saas-Fee, scoorde Candrian direct haar eerste wereldbekerpunten. Op de FIS wereldkampioenschappen snowboarden 2007 in Arosa eindigde de Zwitserse als zevende in de halfpipe. In maart 2007 eindigde ze voor de eerste maal in de top tien van een wereldbekerwedstrijd, anderhalf later stond Candrian voor de eerste keer op het podium van een wereldbekerwedstrijd. Tijdens de FIS wereldkampioenschappen snowboarden 2009 in Gangwon werd de Zwitserse uitgeschakeld in de kwalificaties van het onderdeel halfpipe. Op 30 januari 2010 boekte ze in Calgary haar eerste wereldbekerzege.
In Oslo nam Candrian deel aan de WSF wereldkampioenschappen snowboarden 2012, op dit toernooi werd ze uitgeschakeld in de halve finales van het onderdeel slopestyle. Op de FIS wereldkampioenschappen snowboarden 2013 in Stoneham-et-Tewkesbury veroverde de Zwitserse de zilveren medaille op het onderdeel slopestyle. Tijdens de Olympische Winterspelen van 2014 in Sotsji eindigde ze als vierde op het onderdeel slopestyle.
In Kreischberg nam Candrian deel aan de FIS wereldkampioenschappen snowboarden 2015. Op dit toernooi sleepte ze de bronzen medaille in de wacht op het onderdeel big air, op het onderdeel slopestyle eindigde ze op de vierde plaats.

## Resultaten

### Olympische Winterspelen
| Jaar | Plaats | Resultaten    |
| ---- | ------ | ------------- |
| 2014 | Sotsji | 4e Slopestyle |

### Wereldkampioenschappen
| FIS  | FIS                    | FIS                     |
| Jaar | Plaats                 | Resultaten              |
| ---- | ---------------------- | ----------------------- |
| 2007 | Arosa                  | 7e Halfpipe             |
| 2009 | Gangwon                | 34e Halfpipe            |
| 2013 | Stoneham-et-Tewkesbury | Slopestyle              |
| 2015 | Kreischberg            | Big Air · 4e Slopestyle |

| WSF  | WSF    | WSF           |
| Jaar | Plaats | Resultaten    |
| ---- | ------ | ------------- |
| 2012 | Oslo   | HF Slopestyle |

### Wereldbeker
Eindklasseringen
| Seizoen   | Algm | HP  | SBS |
| --------- | ---- | --- | --- |
| 2005/2006 | 133e | 52e | –   |
| 2006/2007 | 50e  | 13e | –   |
| 2007/2008 | 55e  | 15e | –   |
| 2008/2009 | 48e  | 16e | –   |
| 2009/2010 | 102e | 38e | –   |
| 2010/2011 | 41e  | 33e | –   |
| 2012/2013 | 21e  | –   | 4e  |

Wereldbekerzeges
| Datum           | Plaats  | Onderdeel  |
| --------------- | ------- | ---------- |
| 30 januari 2010 | Calgary | Slopestyle |